# VI Cumbre de la CELAC de 2021
La VI Cumbre de la Comunidad de Estados Latinoamericanos y Caribeños (CELAC) se realizó el 18 de septiembre de 2021, en Palacio Nacional de México en la Ciudad de México. 
La XXI Reunión de Cancilleres de la CELAC se realizó el 24 de julio de 2021, en el Castillo de Chapultepec de la Ciudad de México, en el marco de la conmemoración por el 238 aniversario del natalicio de Simón Bolívar. El presidente de los Estados Unidos Mexicanos Andrés Manuel López Obrador ha mostrado interés en que junto con Estados Unidos y Canadá la Celac se convierta en una organización multilateral parecida a la Comunidad Económica Europea (organismo que precedió a Unión Europea) que tenga la capacidad de resolver los conflictos de la región, impulsar la unidad en el continente y negociar con otros bloques económicos regionales.
Estuvo en marcha una negociación en México antes de la reunión de líderes de la CELAC, en agosto de 2021 en donde se esperaba que el gobierno de Venezuela representado por Nicolás Maduro estableciera un diálogo con la oposición venezolana. La mediación del diálogo contó con el apoyo del Gobierno de Noruega y el del Gobierno de México, dicha reunión tuvo el respaldo del Gobierno de Argentina, el Gobierno de Rusia  y de la Unión Europea. 
En el marco de la VI Cumbre de CELAC se decidió el traspaso de la Presidencia Pro Témpore de la Celac, únicamente Argentina y San Vicente y las Granadinas han solicitado ser las sucesoras.

## Anteriores cumbres
| Cumbre | Año  | Ciudad           | País sede            | Anfitrión                   |
| ------ | ---- | ---------------- | -------------------- | --------------------------- |
| I      | 2013 | Santiago         | Chile                | Sebastián Piñera            |
| II     | 2014 | La Habana        | Cuba                 | Raúl Castro                 |
| III    | 2015 | Belén            | Costa Rica           | Luis Guillermo Solis        |
| IV     | 2016 | Quito            | Ecuador              | Rafael Correa               |
| V      | 2017 | Punta Cana       | República Dominicana | Danilo Medina               |
| VI     | 2021 | Ciudad de México | México               | Andrés Manuel López Obrador |

## Líderes asistentes

ATG Paul Chet Greene, Ministro de Relaciones Exteriores
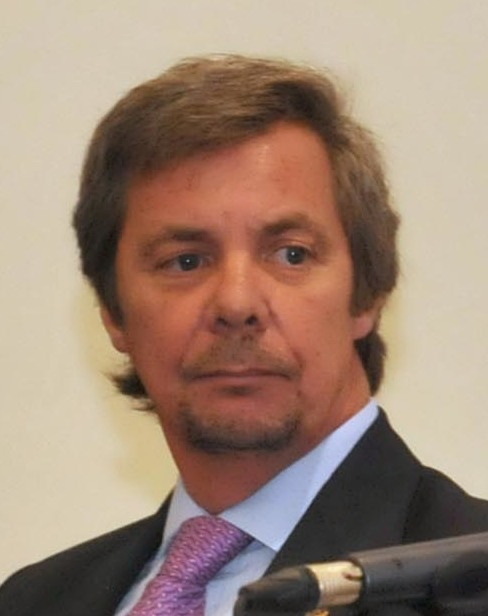
ARG Juan Carlos Valle Raleigh, Subsecretario de Asuntos de América Latina
BAH Darren A. Hentfield, Ministro de Relaciones Exteriores
BAR Jerome Xavier Walcott, Ministro de Relaciones Exteriores
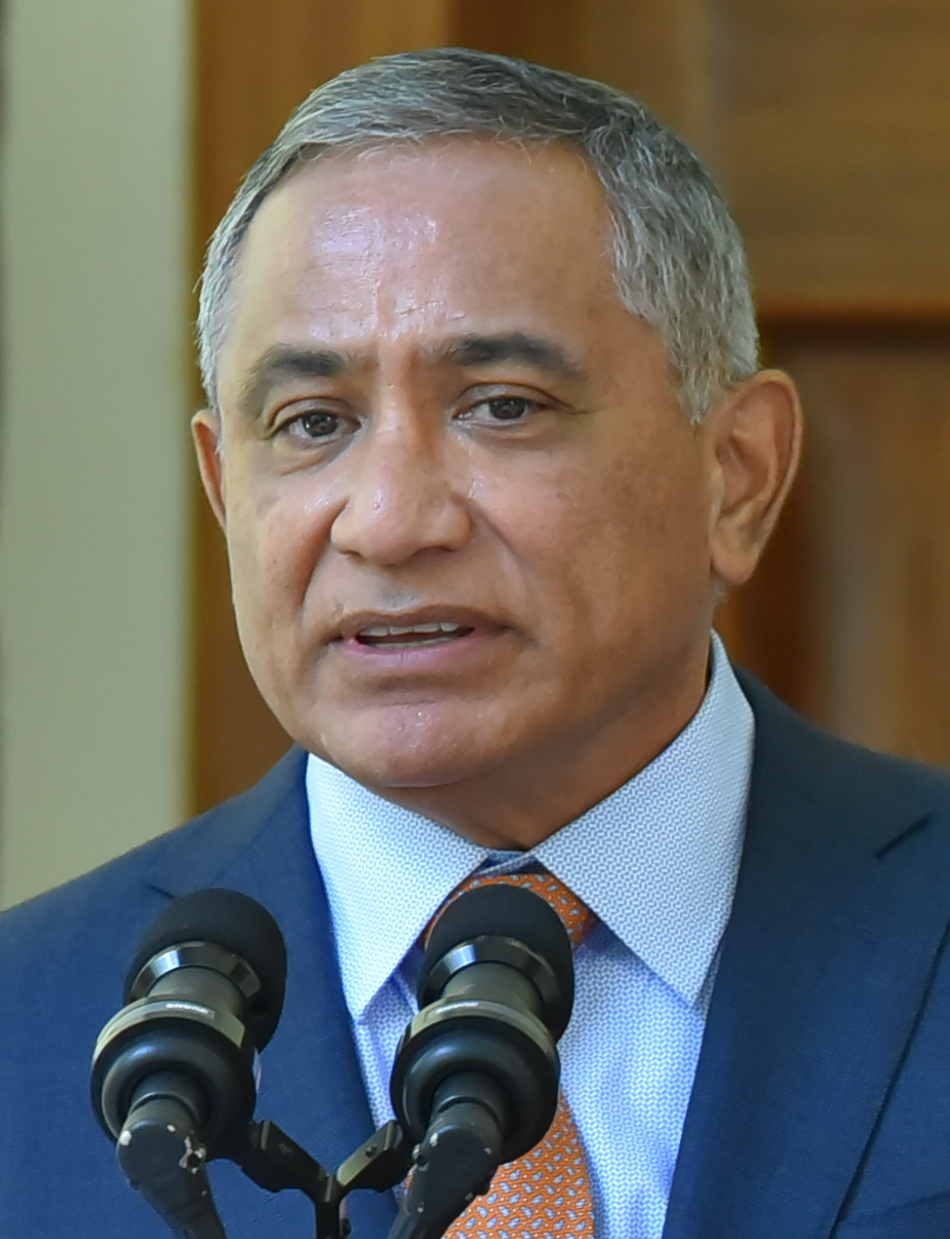
BLZ Johnny Briceño, Primer Ministro
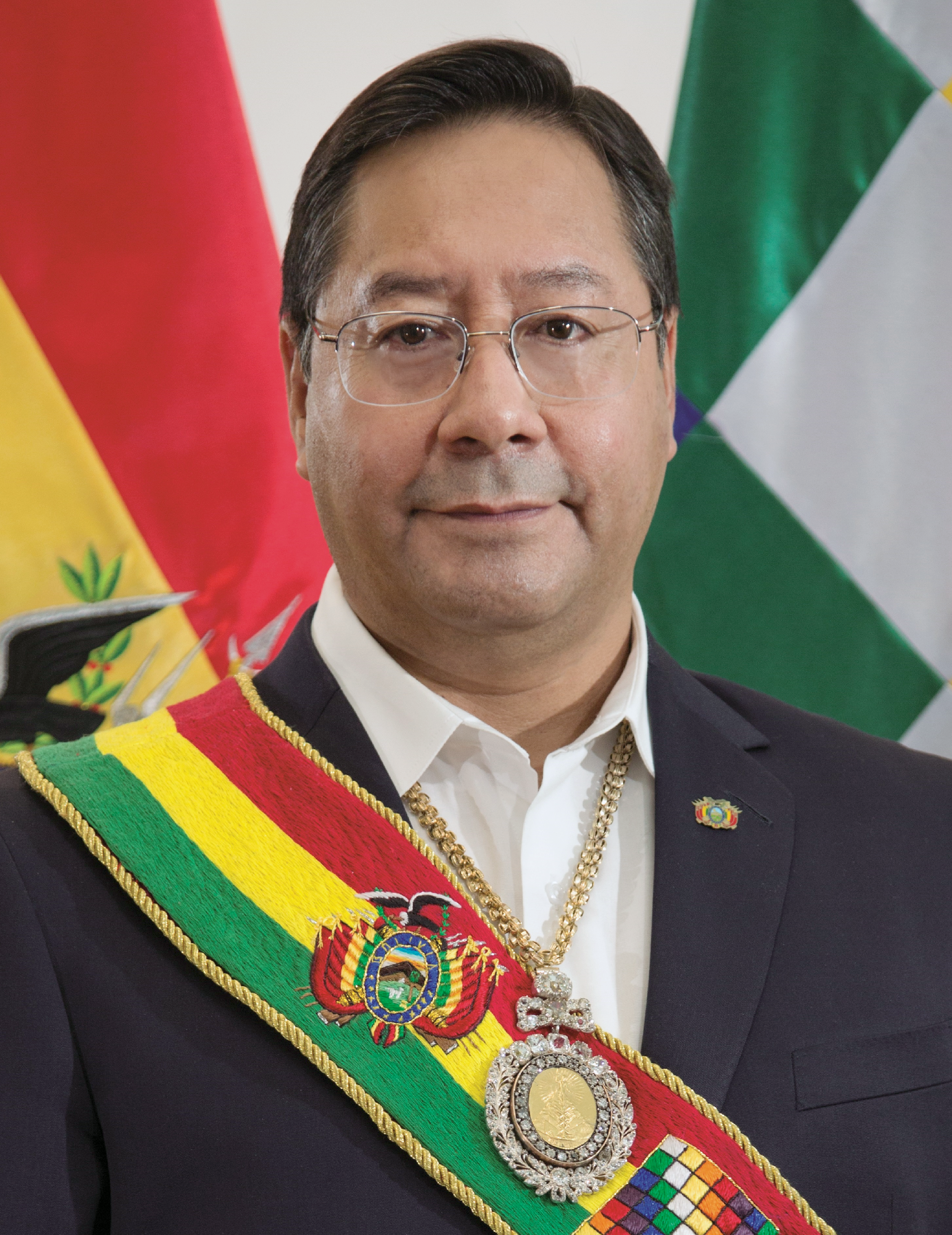
BOL Luis Arce, Presidente
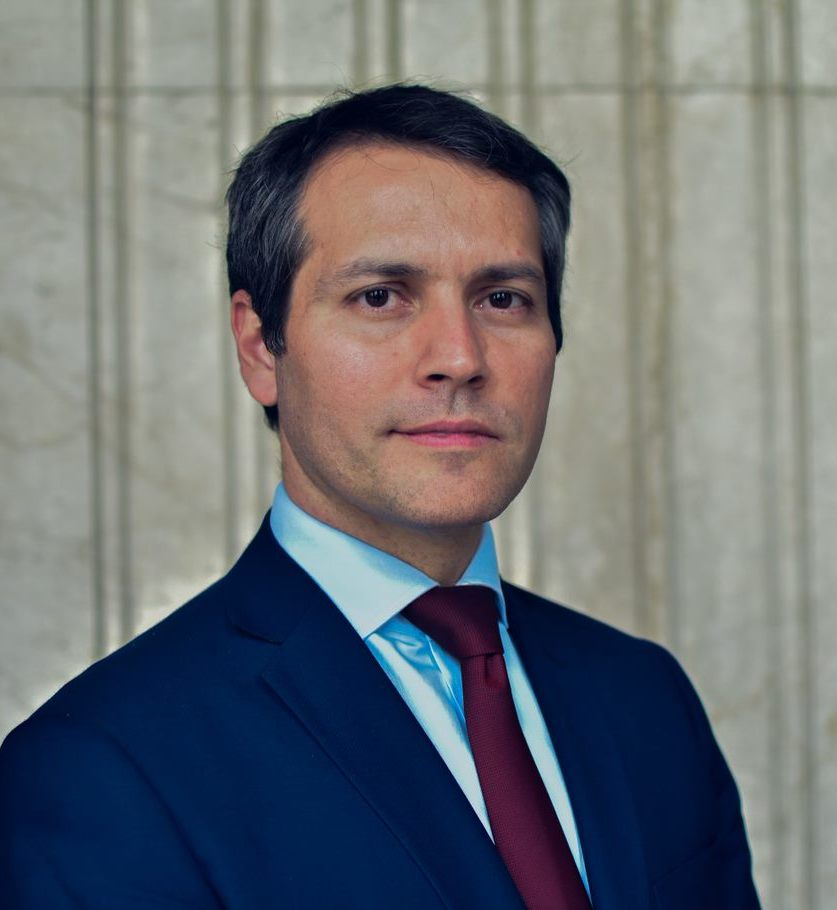
CHL Rodrigo Yáñez Benítez, Subsecretario de Relaciones Económicas Internacionales
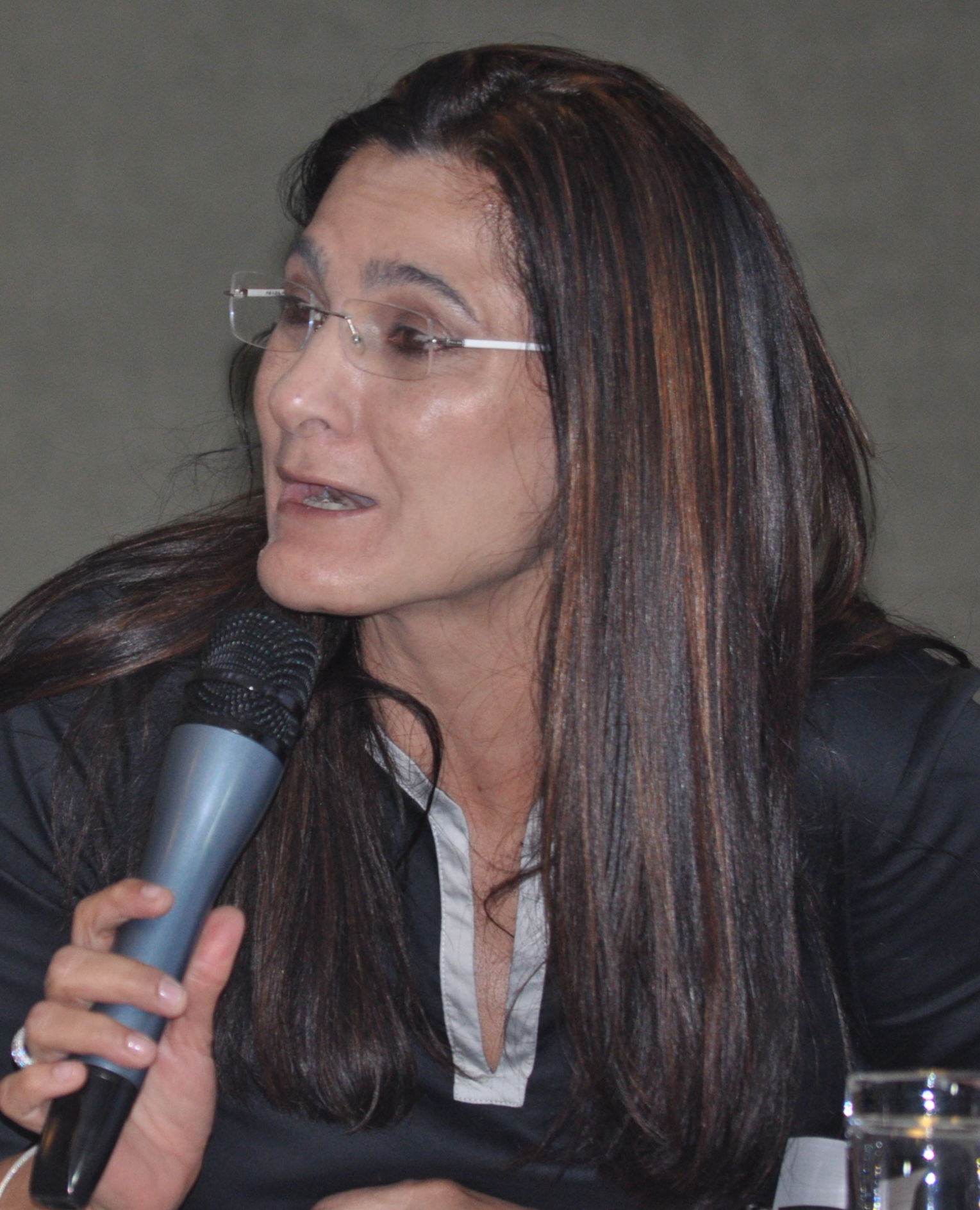
COL Ángela María Orozco, Ministra de Transporte
CRC Carlos Alvarado Quesada, Presidente
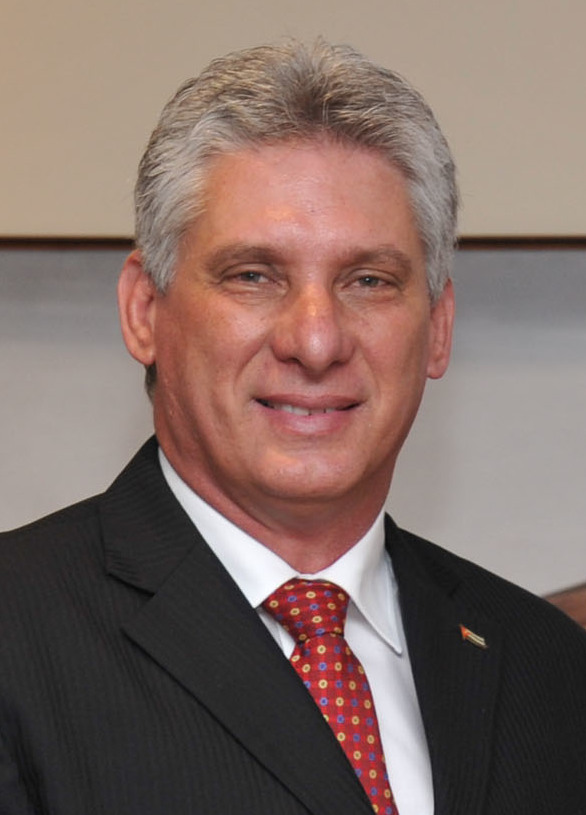
CUB Miguel Díaz-Canel, Presidente
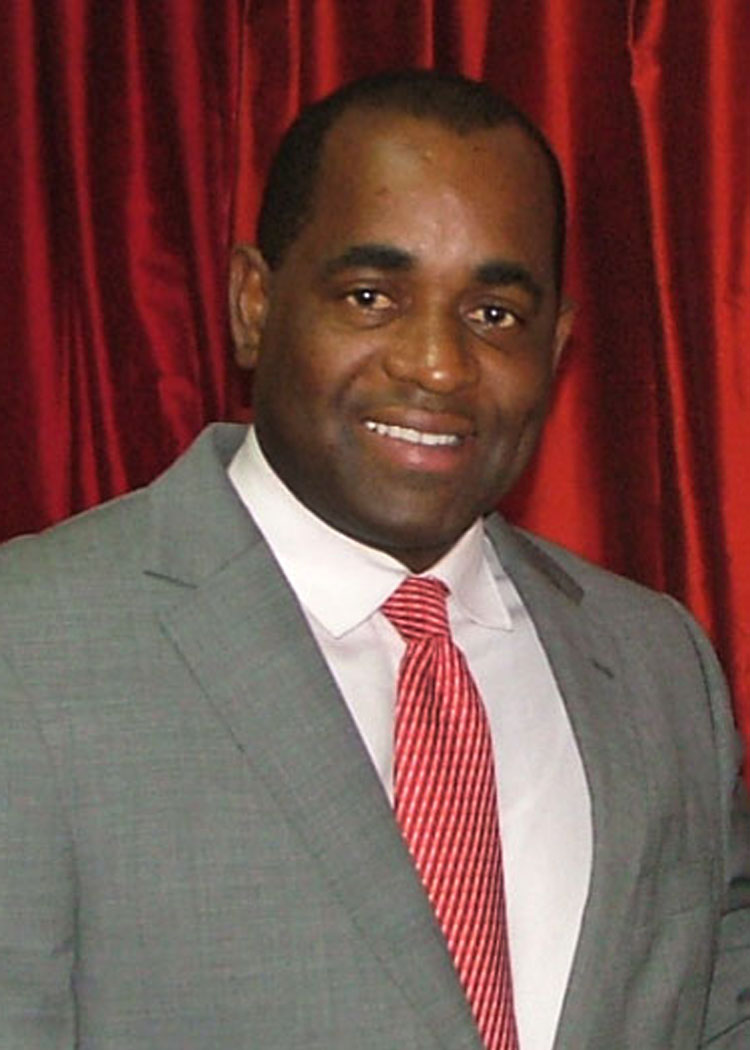
DMA Roosevelt Skerrit, Primer Ministro
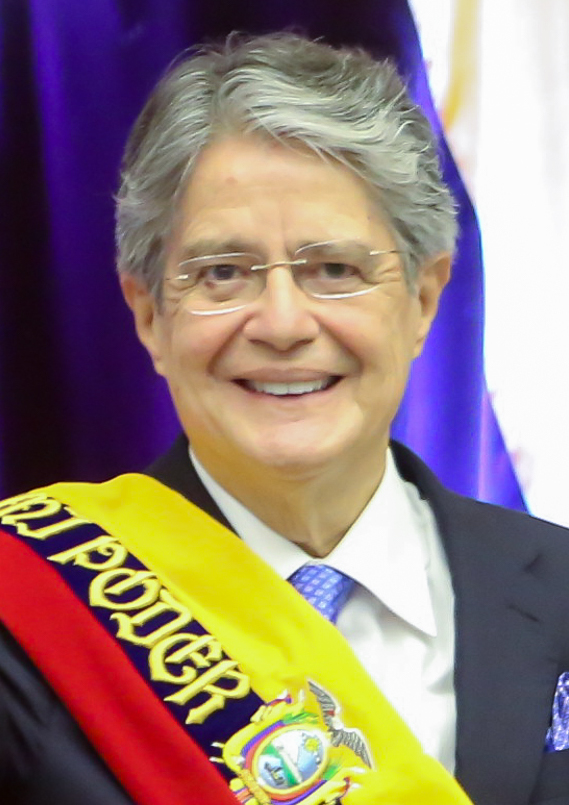
ECU Guillermo Lasso, Presidente
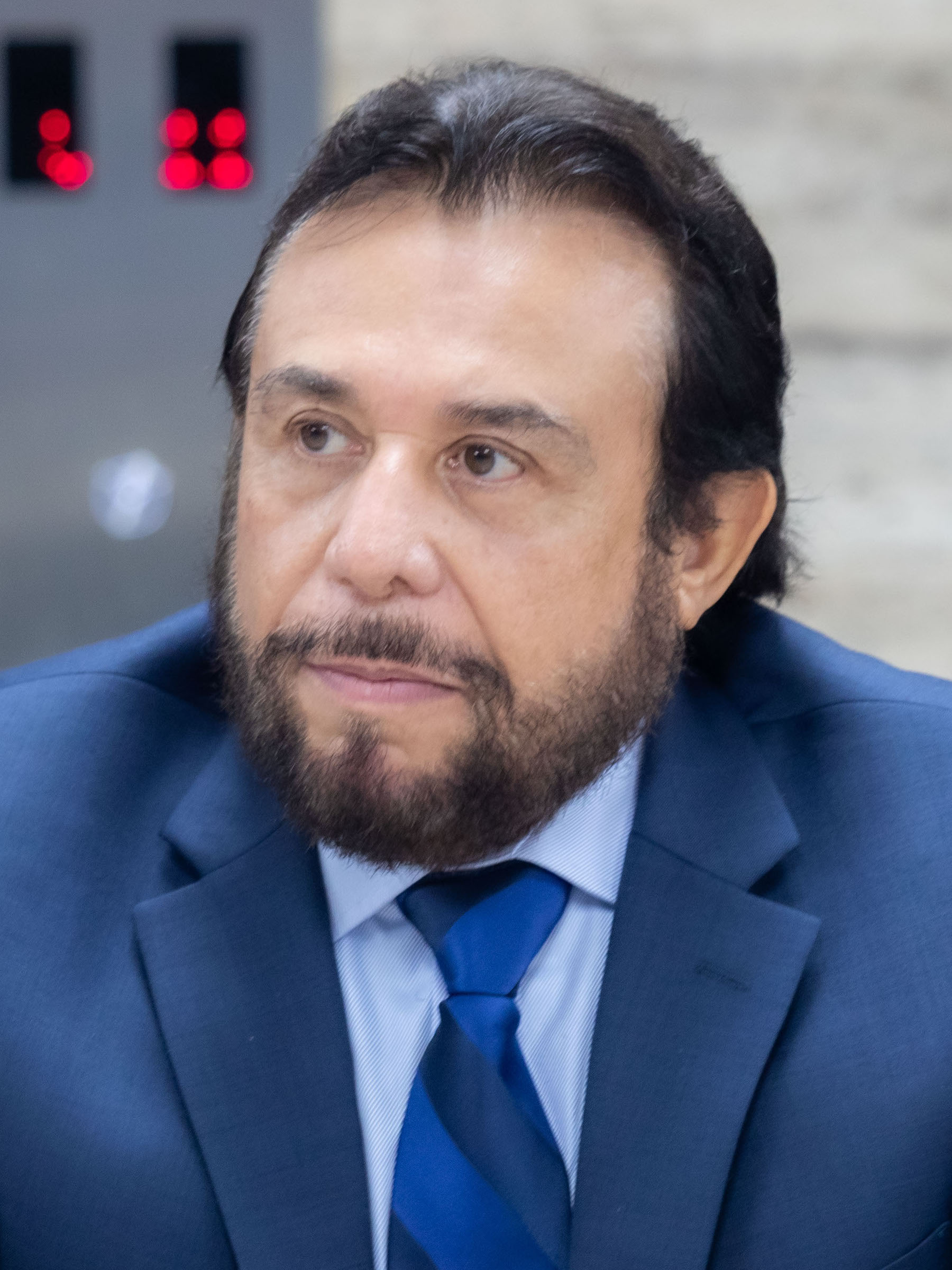
ESA Félix Ulloa, Vicepresidente
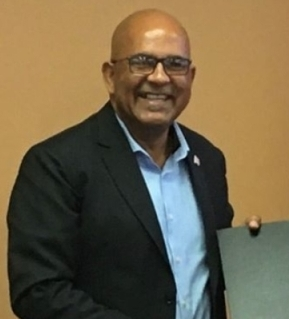
GRD Peter David, Ministro de Relaciones Exteriores
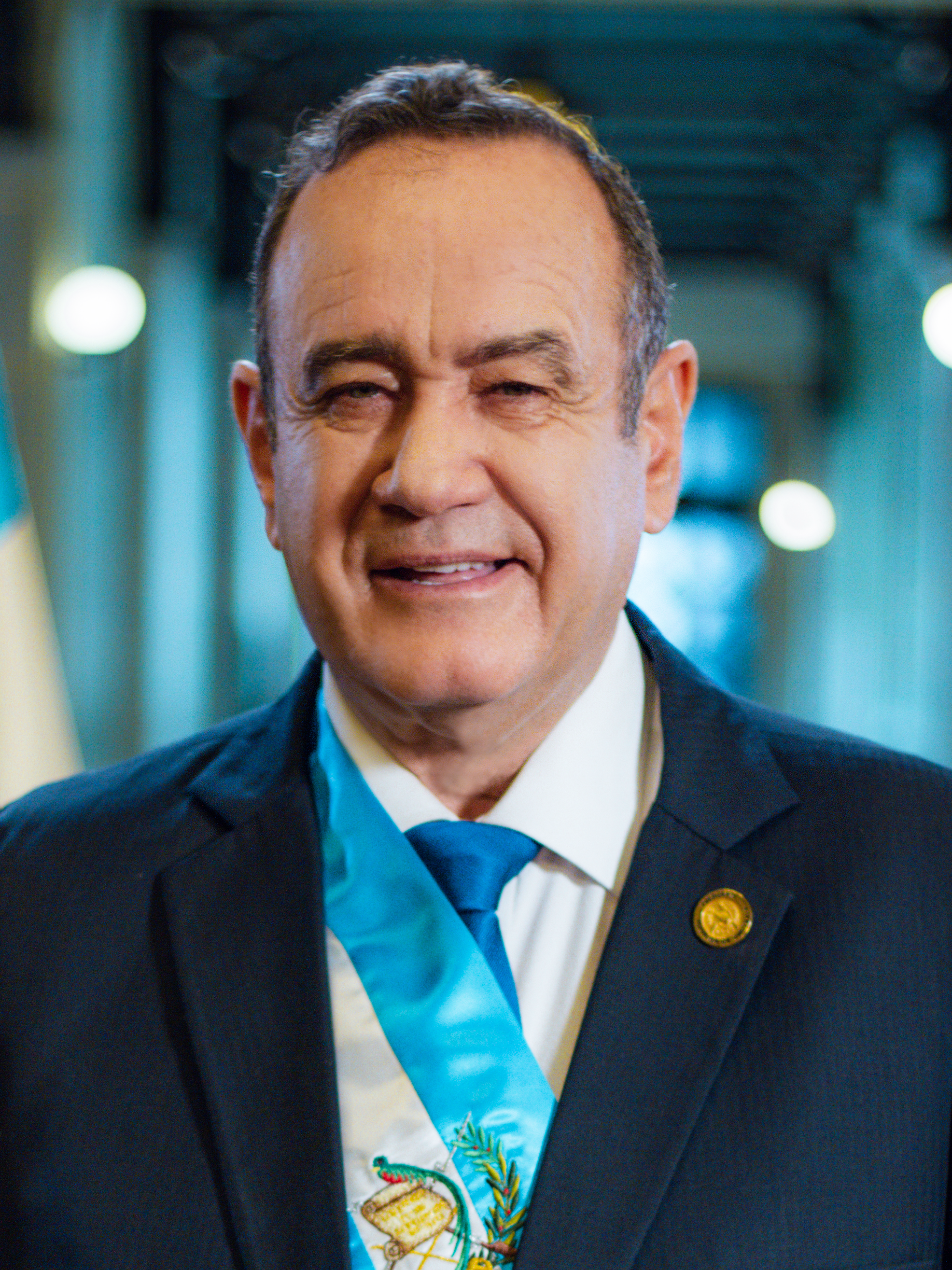
GUA Alejandro Giammattei, Presidente
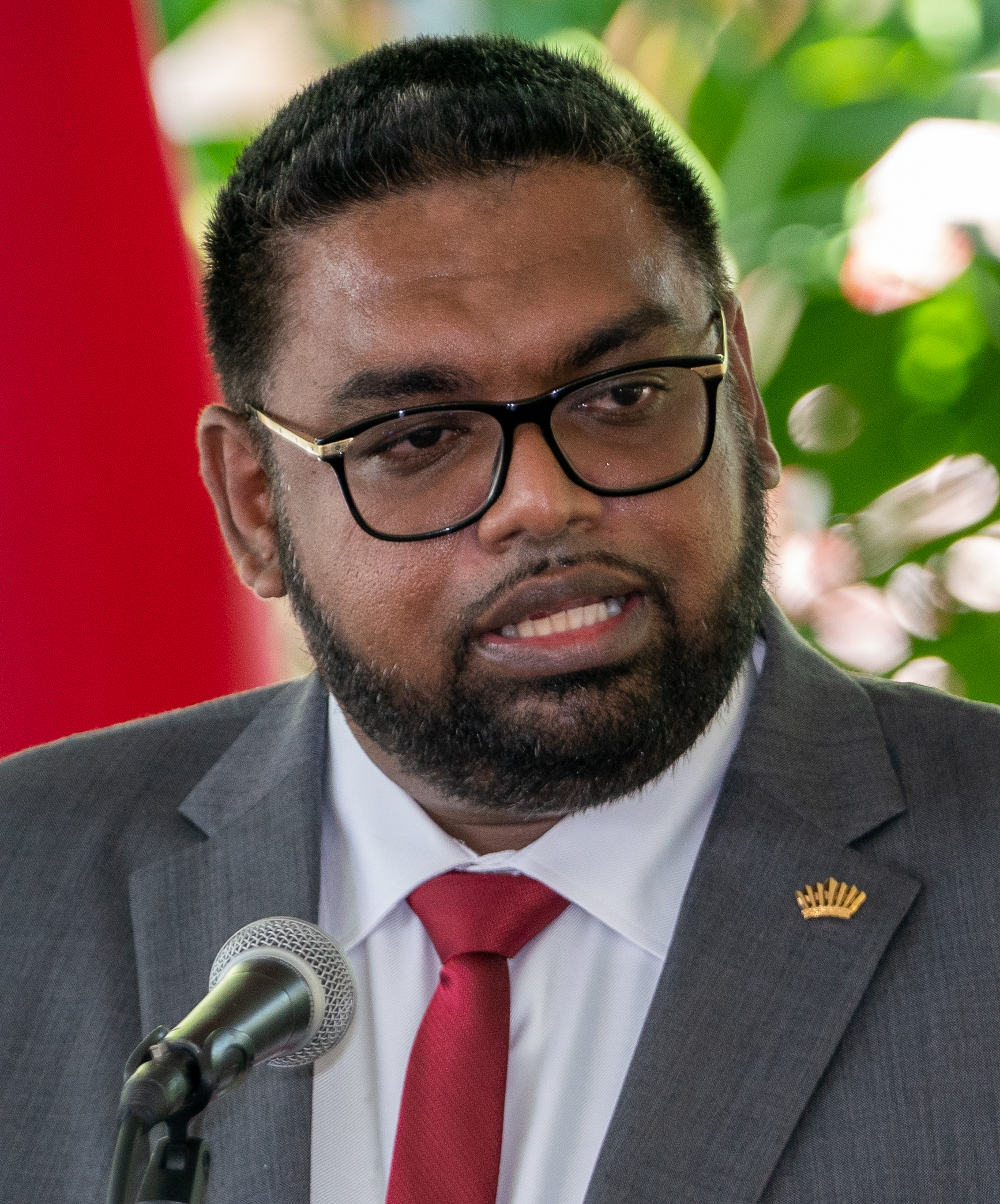
GUY Irfaan Ali, Presidente
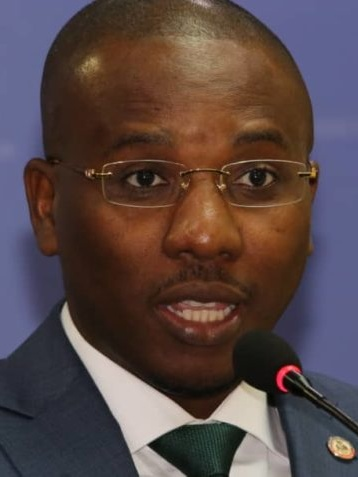
HAI Claude Joseph, Ministro de Relaciones Exteriores
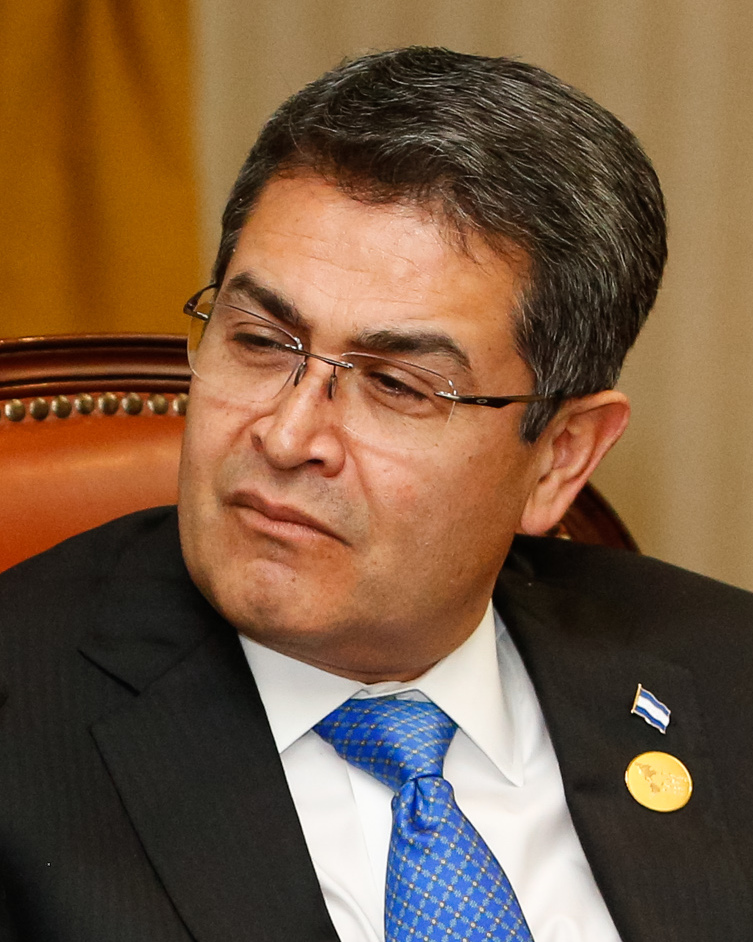
HON Juan Orlando Hernández, Presidente
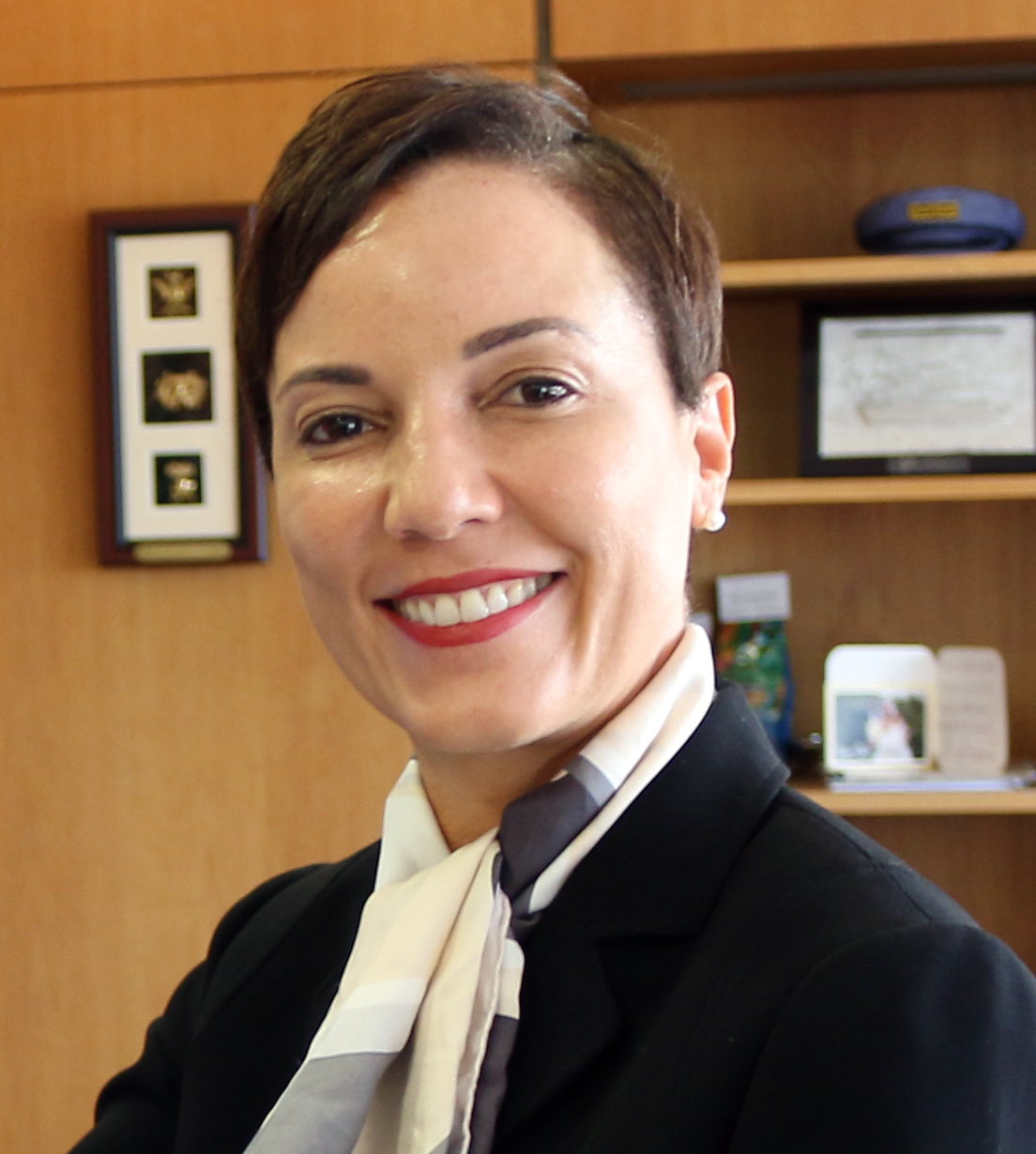
JAM Kamina Johnson Smith, Ministra de Relaciones Exteriores
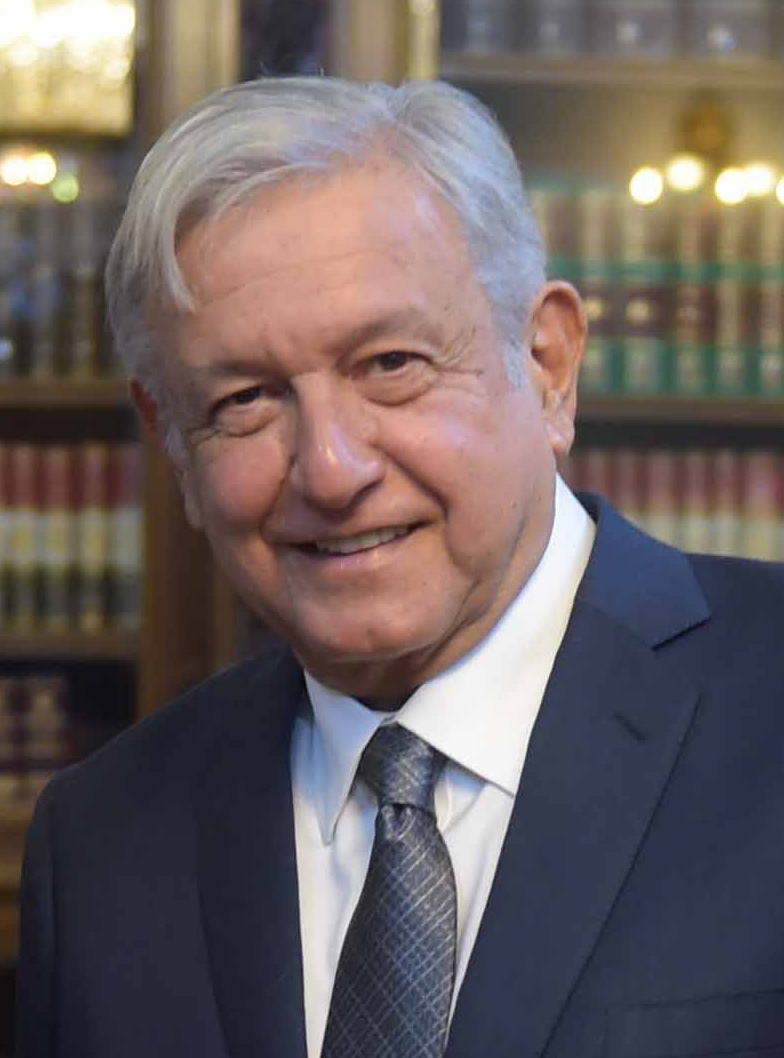
MEX Andrés Manuel López Obrador, Presidente (anfitrión)
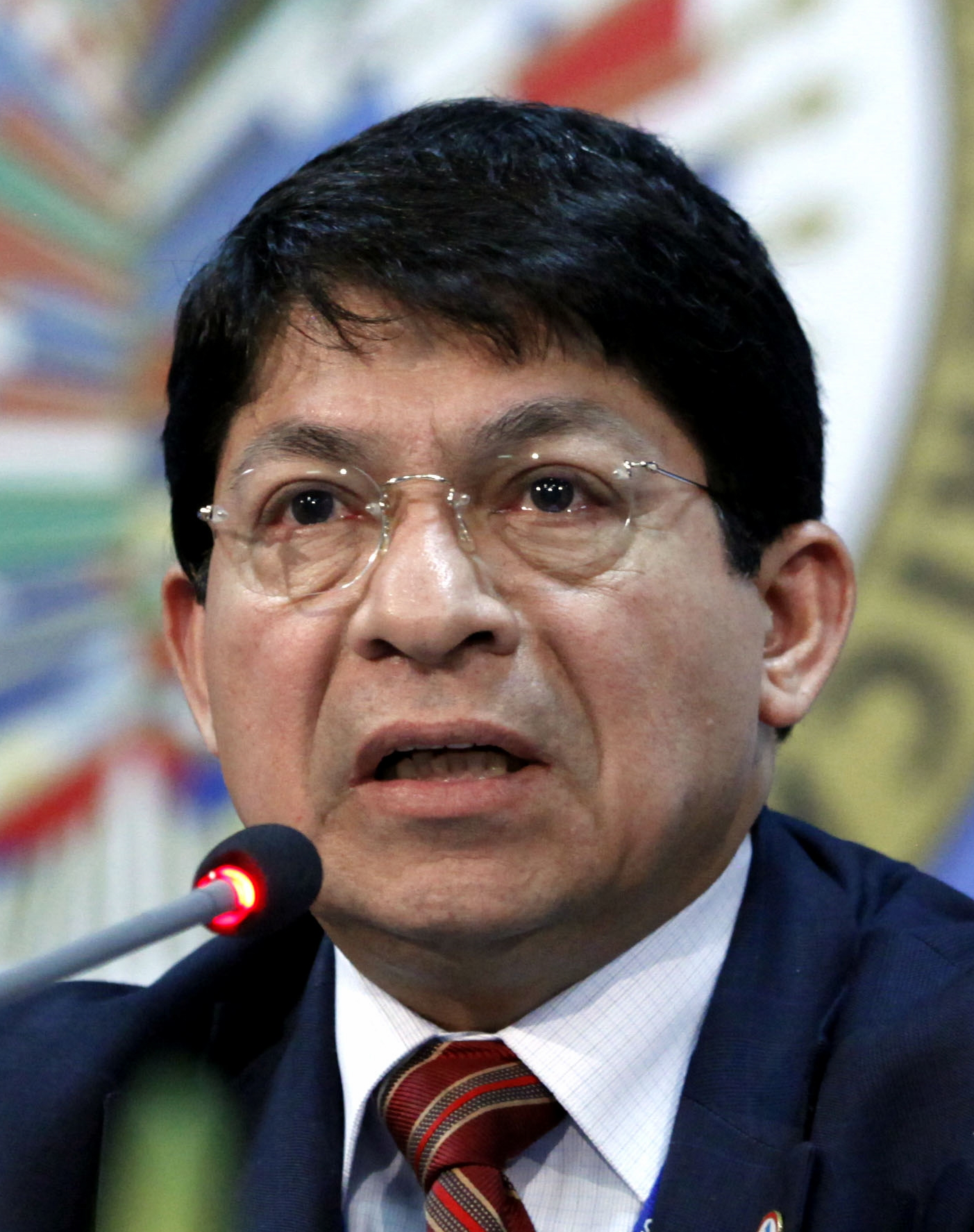
NIC Denis Moncada, Ministro de Relaciones Exteriores
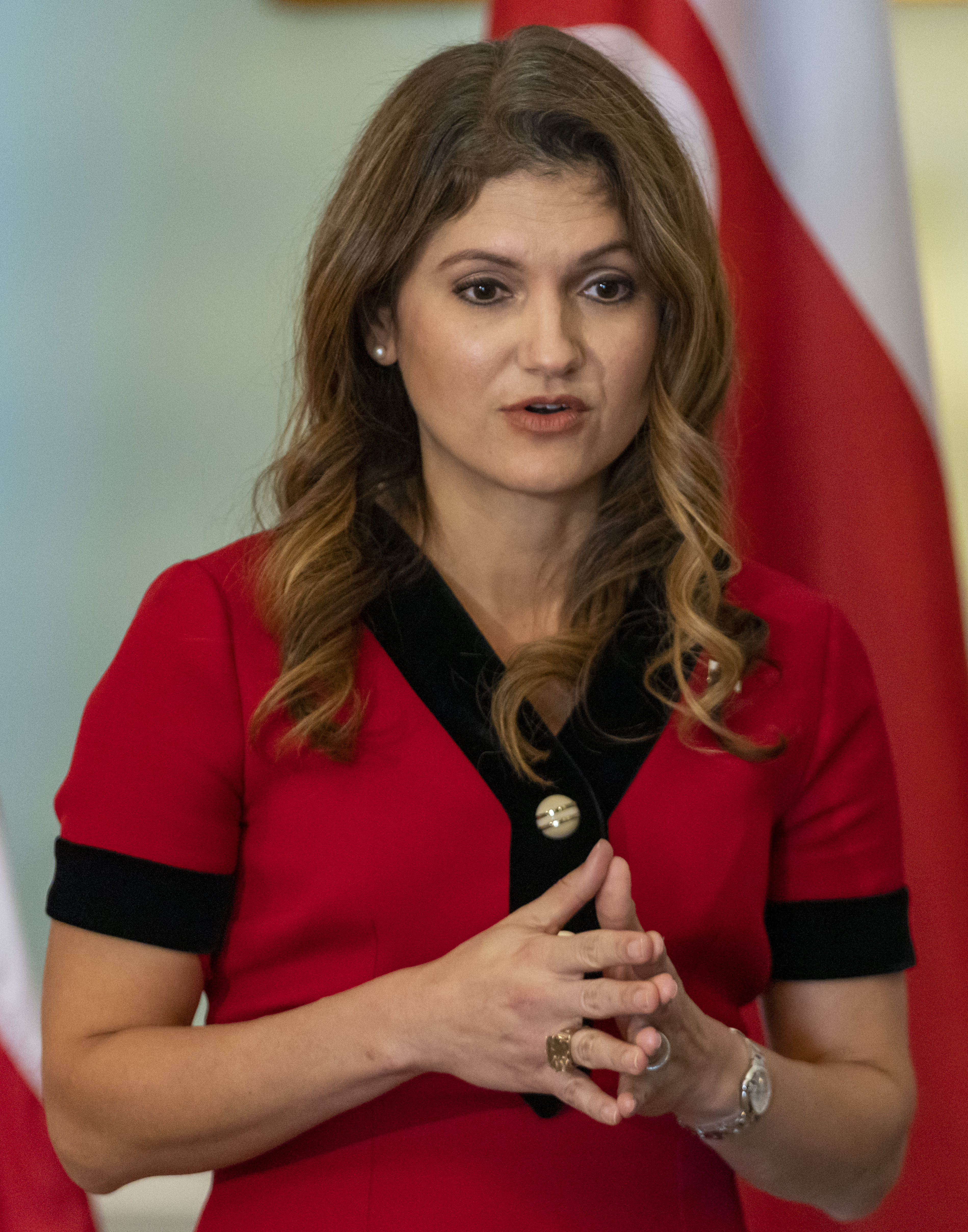
PAN Erika Mouynes, Ministra de Relaciones Exteriores
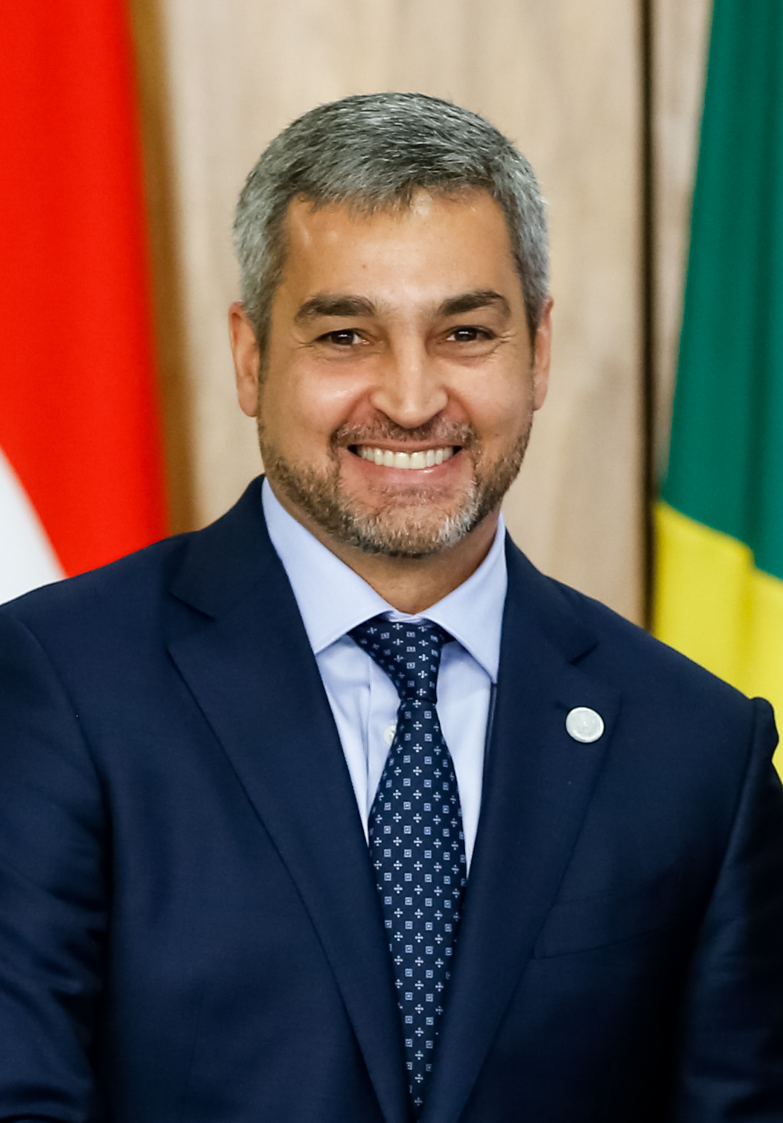
PAR Mario Abdo Benítez, Presidente
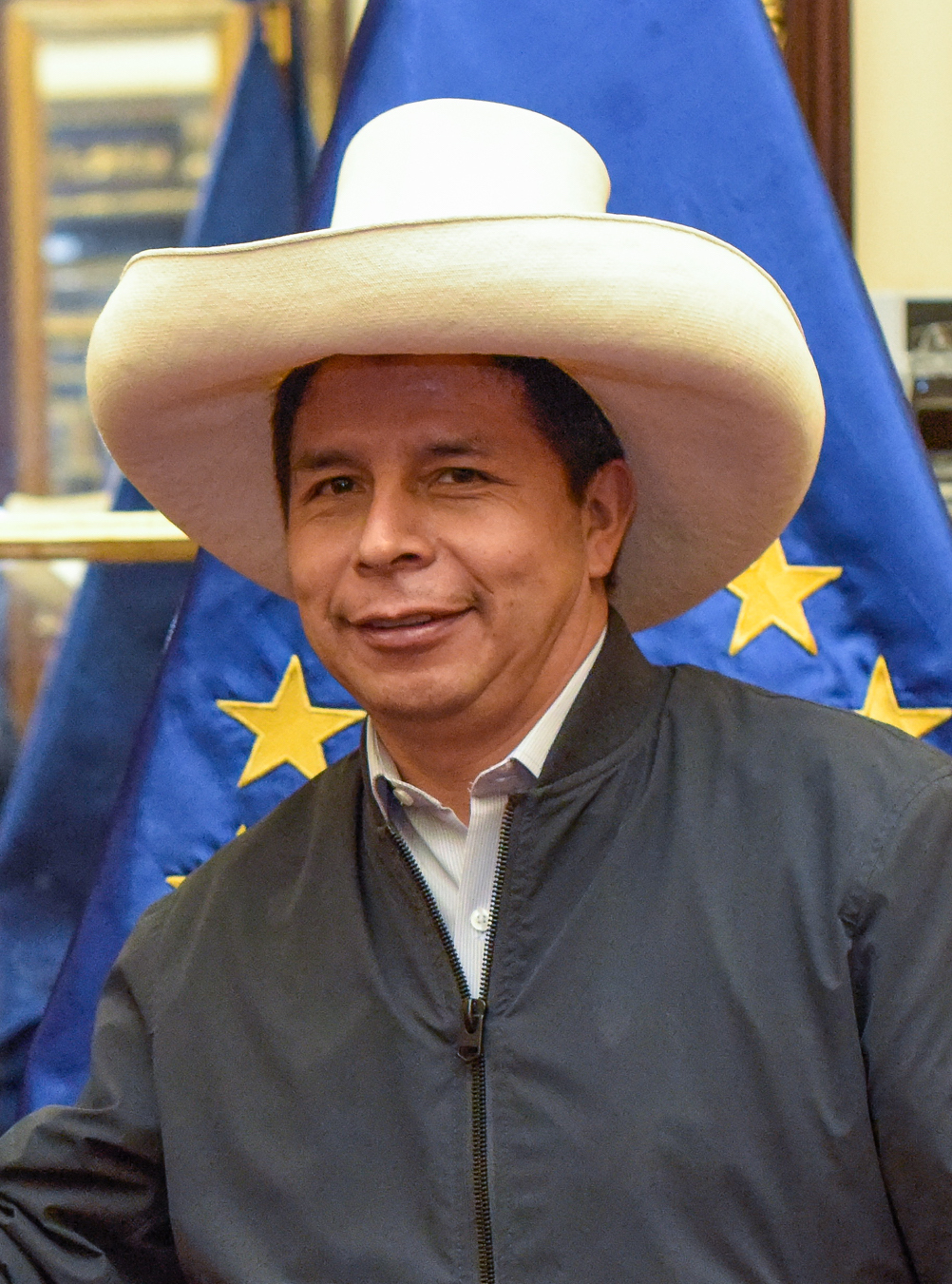
PER Pedro Castillo, Presidente
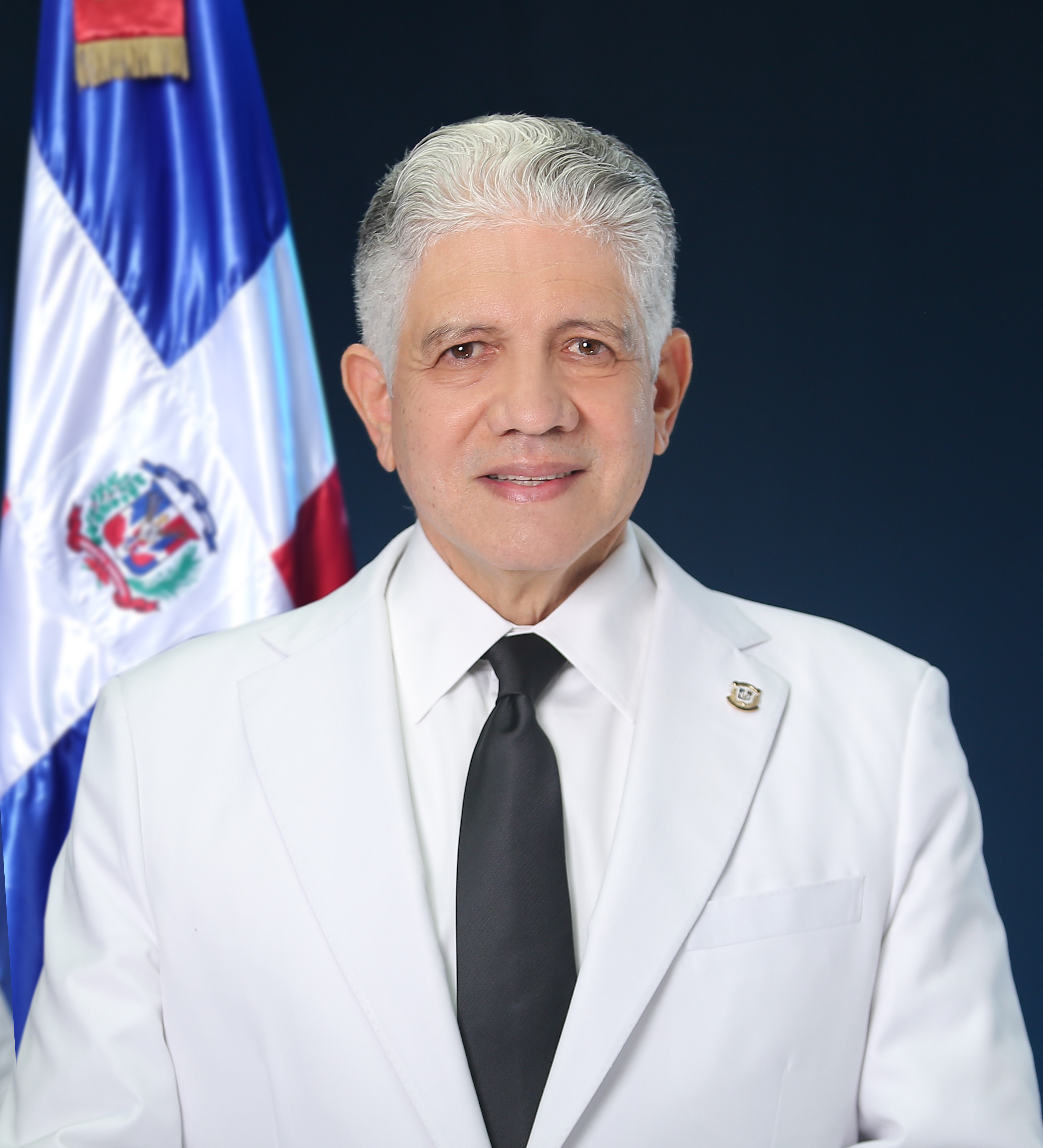
DOM Eduardo Estrella, Presidente del Senado
SKN Everson Hull, Ministro de Relaciones Exteriores
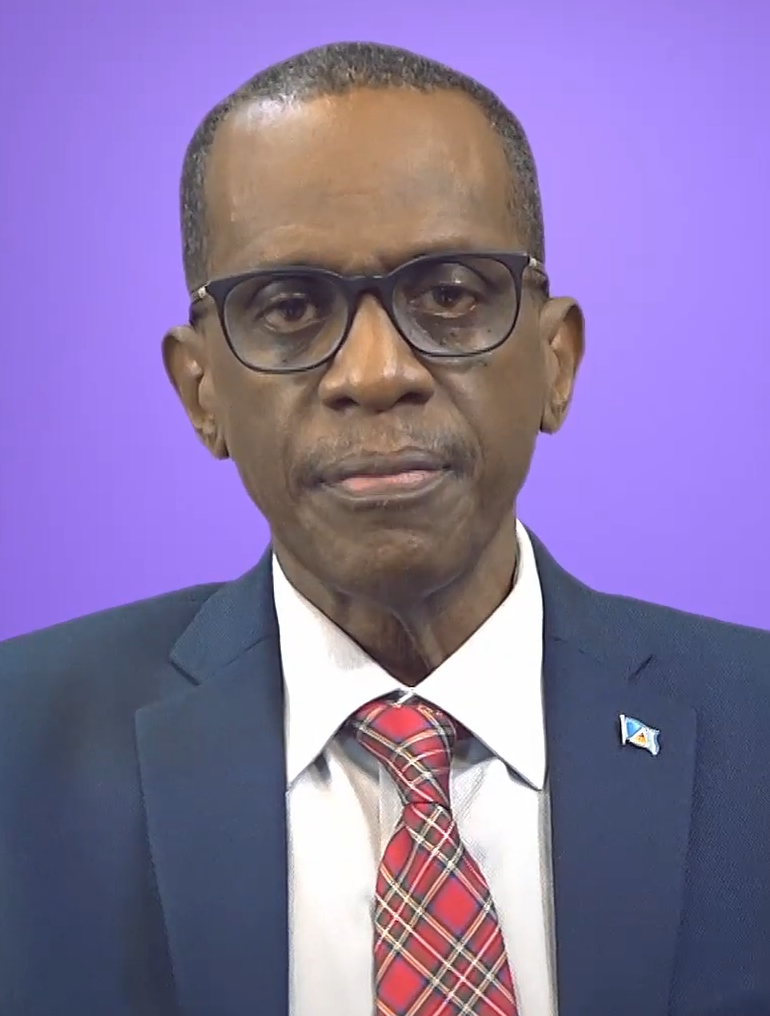
LCA Philip J. Pierre, Primer Ministro
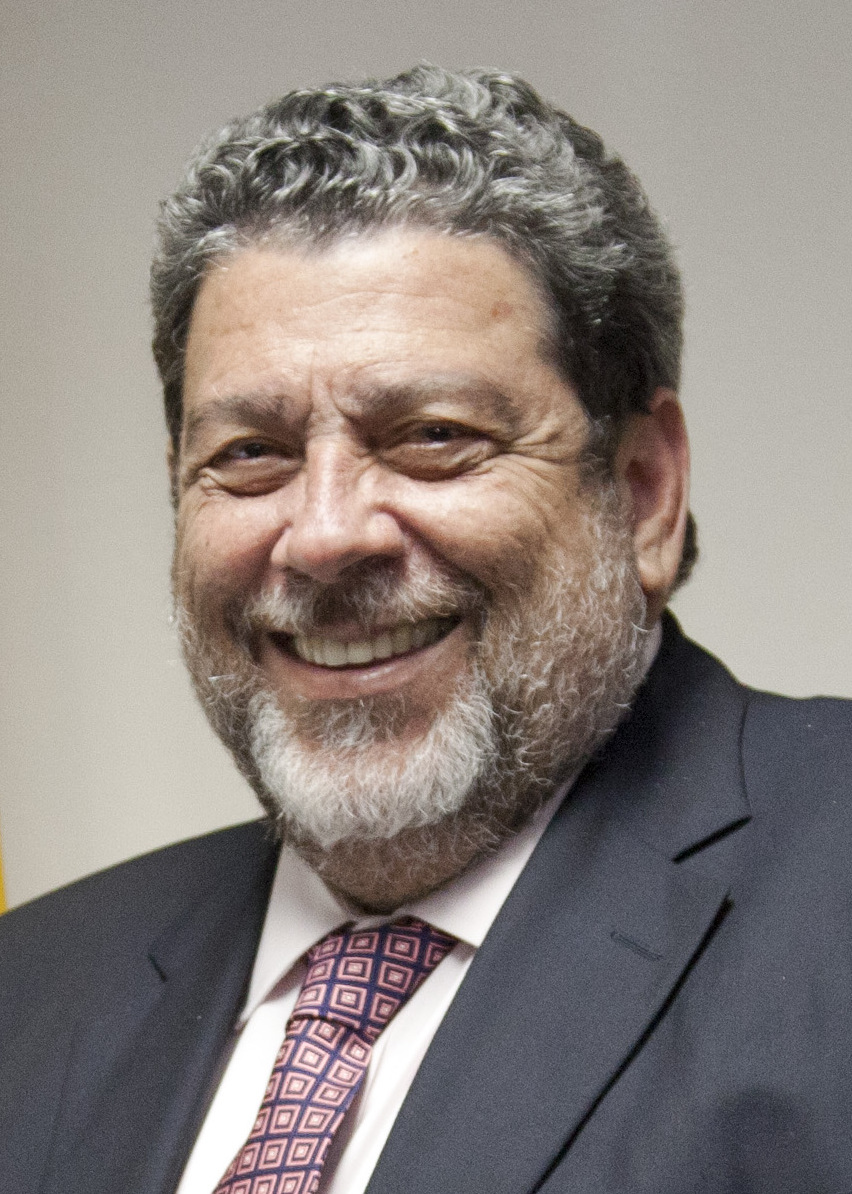
VCT Ralph Gonsalves, Primer Ministro
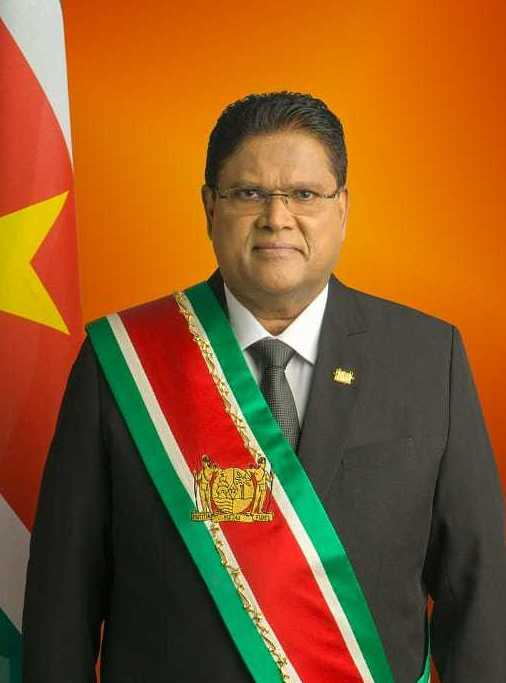
SUR Chan Santokhi, Presidente
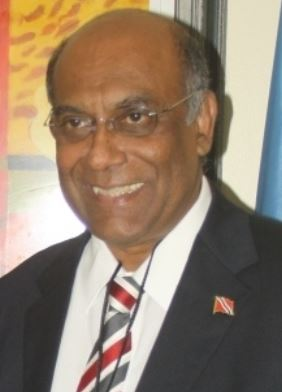
TRI Surujrattan Rambachan, Ministro de Relaciones Exteriores
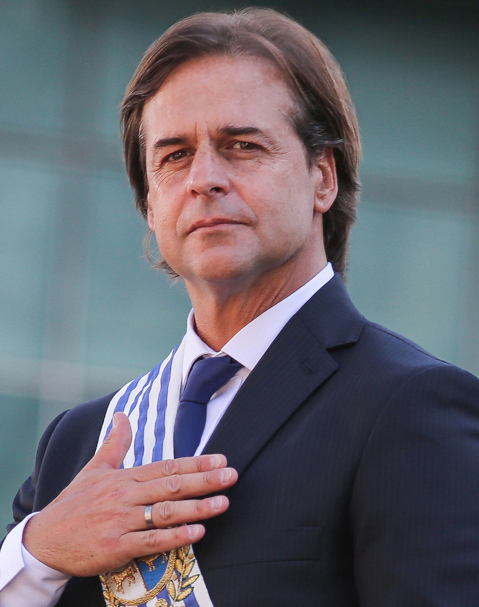
URU Luis Lacalle Pou, Presidente
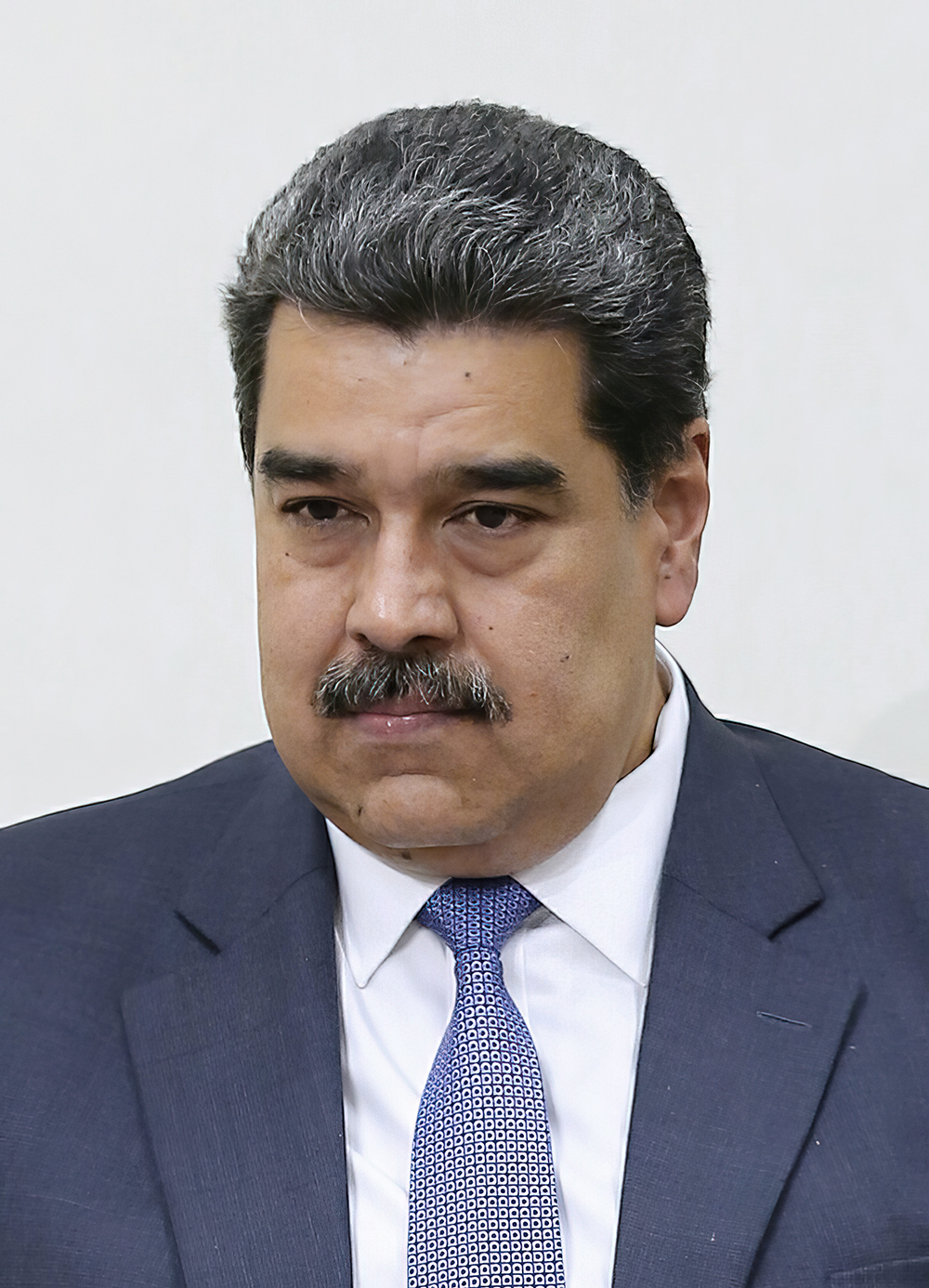
VEN Nicolás Maduro, Presidente
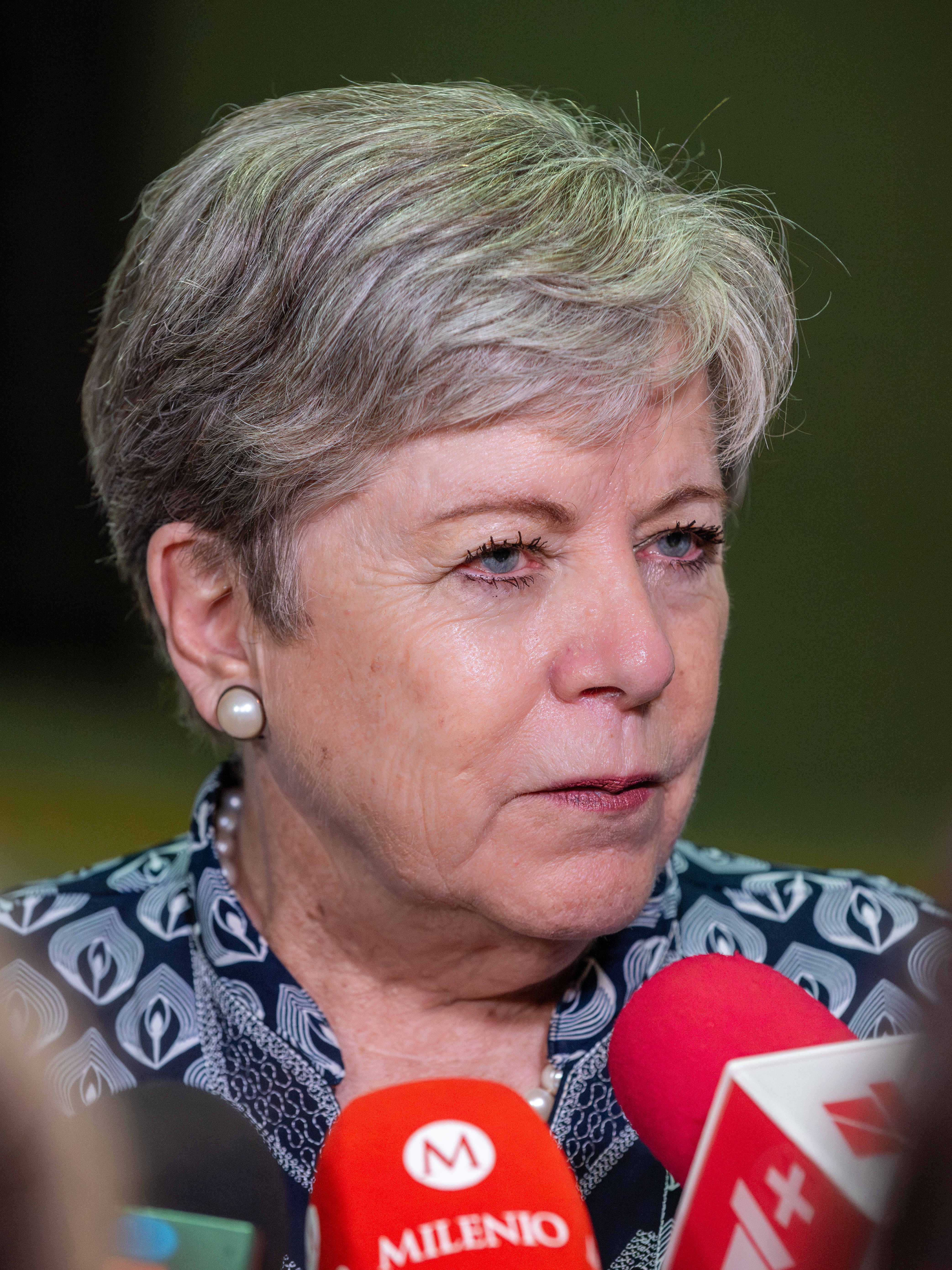
ONU Alicia Bárcena Ibarra, Secretaria Ejecutiva de la Comisión Económica para América Latina y el Caribe

- Antigua y Barbuda
Paul Chet Greene, Ministro de Relaciones Exteriores
- Argentina
Juan Carlos Valle Raleigh, Subsecretario de Asuntos de América Latina[3]
- Bahamas
Darren A. Hentfield, Ministro de Relaciones Exteriores
- Barbados
Jerome Xavier Walcott, Ministro de Relaciones Exteriores
- Belice
Johnny Briceño, Primer Ministro
- Bolivia
Luis Arce, Presidente
- Chile
Rodrigo Yáñez Benítez, Subsecretario de Relaciones Económicas Internacionales
- Colombia
Ángela María Orozco, Ministra de Transporte
- Costa Rica
Carlos Alvarado Quesada, Presidente
- Cuba
Miguel Díaz-Canel, Presidente
- Dominica
Roosevelt Skerrit, Primer Ministro
- Ecuador
Guillermo Lasso, Presidente
- El Salvador
Félix Ulloa, Vicepresidente
- Granada
Peter David, Ministro de Relaciones Exteriores
- Guatemala
Alejandro Giammattei, Presidente
- Guyana
Irfaan Ali, Presidente
- Haití
Claude Joseph, Ministro de Relaciones Exteriores
- Honduras
Juan Orlando Hernández, Presidente
- Jamaica
Kamina Johnson Smith, Ministra de Relaciones Exteriores
- México
Andrés Manuel López Obrador, Presidente (anfitrión)
- Nicaragua
Denis Moncada, Ministro de Relaciones Exteriores
- Panamá
Erika Mouynes, Ministra de Relaciones Exteriores
- Paraguay
Mario Abdo Benítez, Presidente
- Perú
Pedro Castillo, Presidente
- República Dominicana
Eduardo Estrella, Presidente del Senado
- San Cristóbal y Nieves
Everson Hull, Ministro de Relaciones Exteriores
- Santa Lucía
Philip J. Pierre, Primer Ministro
- San Vicente y las Granadinas
Ralph Gonsalves, Primer Ministro
- Surinam
Chan Santokhi, Presidente
- Trinidad y Tobago
Surujrattan Rambachan, Ministro de Relaciones Exteriores
- Uruguay
Luis Lacalle Pou, Presidente
- Venezuela
Nicolás Maduro, Presidente
- Naciones Unidas
Alicia Bárcena Ibarra, Secretaria Ejecutiva de la Comisión Económica para América Latina y el Caribe

### Líderes invitados

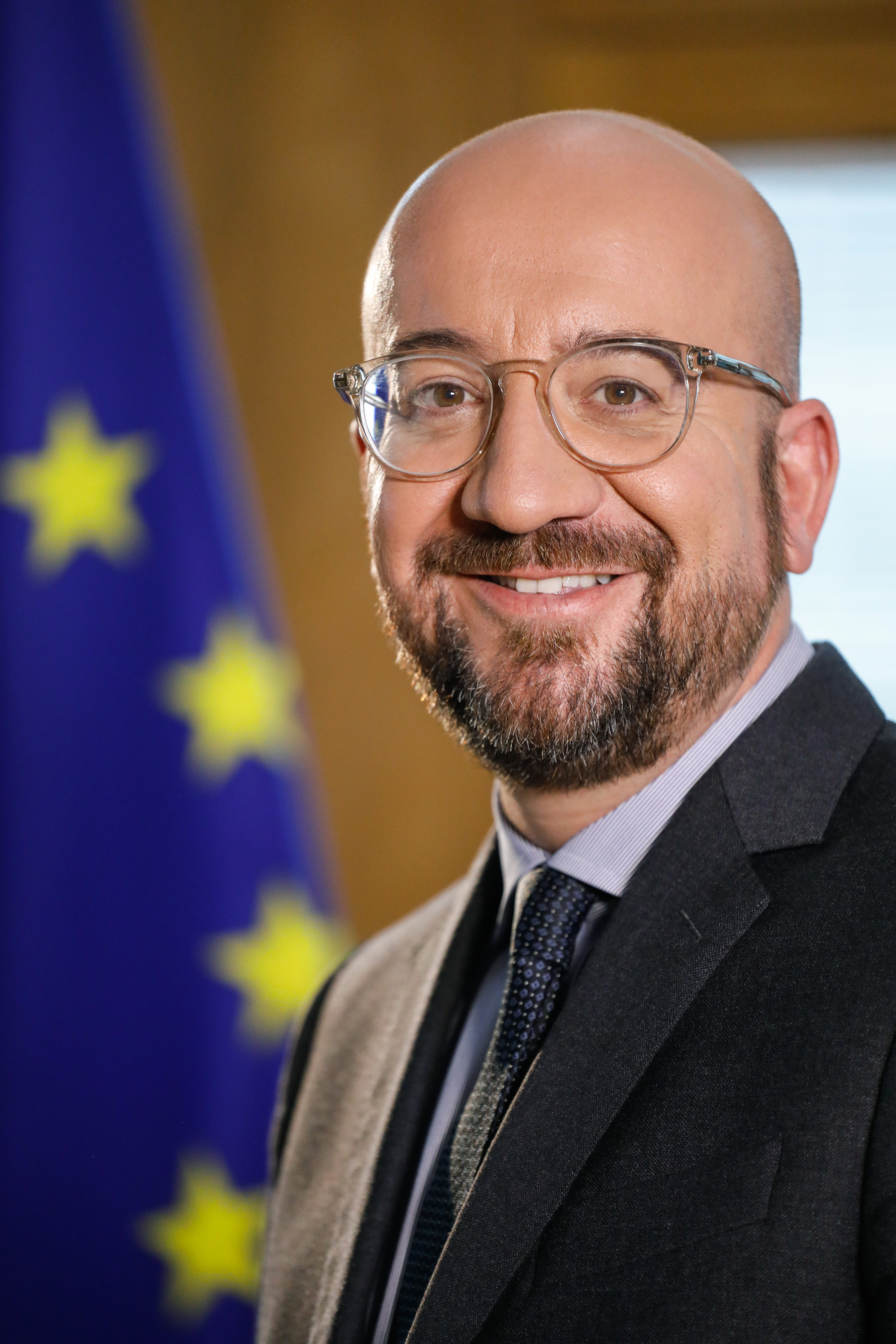
EUR Charles Michel, Presidente del Consejo Europeo (asistente)
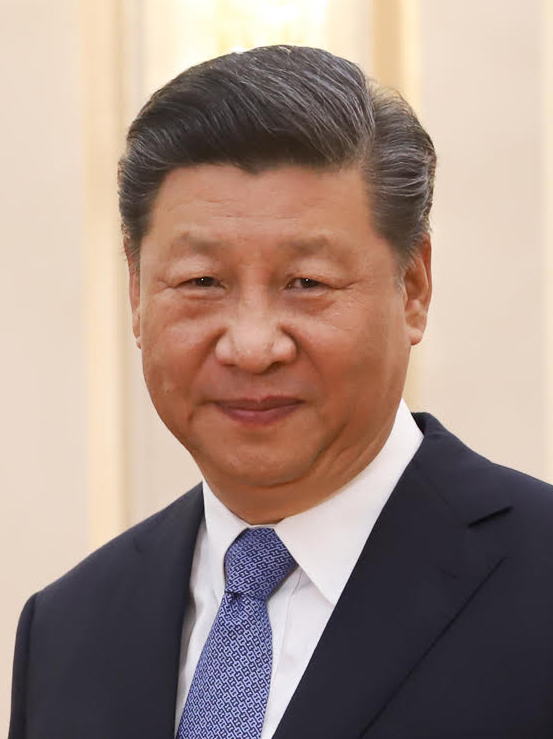
CHN Xi Jinping, Presidente de la República Popular China (virtual)
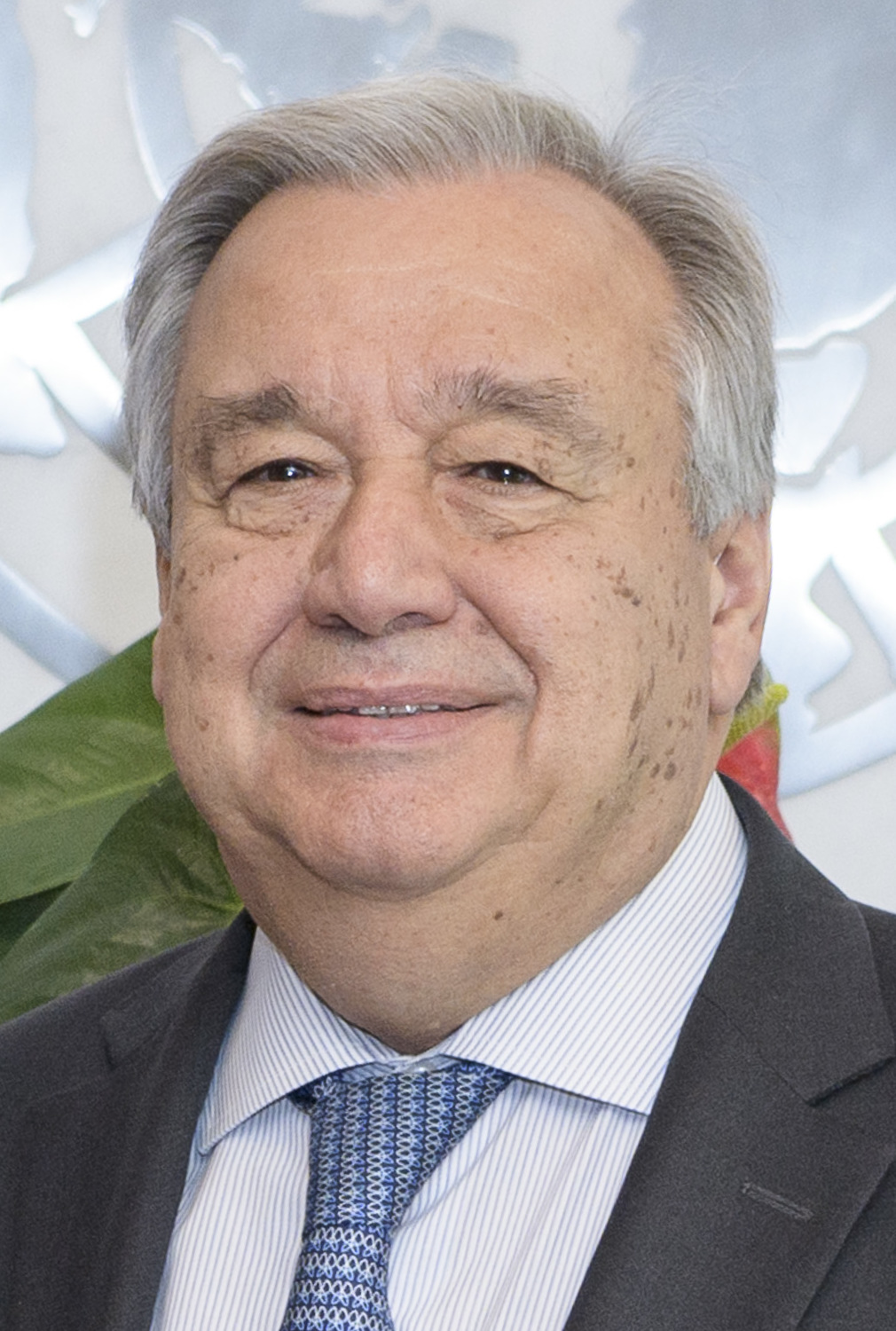
ONU António Guterres, Secretario general de la ONU (virtual)

- Unión Europea
Charles Michel, Presidente del Consejo Europeo
(asistente)
- China
Xi Jinping, Presidente de la República Popular China
(virtual)
- Naciones Unidas
António Guterres, Secretario general de la ONU
(virtual)